# 相亲数链
若干个正整数，其中第一个数的除了本身之外全部因数的和，等于第二个数；第二个数的除本身之外全部因数的和，等于第三个数；最后一个数的除本身之外全部因数的和，等于第一个数。这些自然数形成一个有趣的链环状，称之为相亲数链，又称之为亲和数链、交際數、社交数（Sociable number）。相亲数可視為二環亲和数链，完美數是一環亲和数链。
例如：12496、14288、15472、14536、14264组成五环相亲数链。